# جيمس دبليو موريسون
جيمس دبليو موريسون (بالإنجليزية: James W. Morrison)‏ هو ممثل أمريكي، ولد في 15 نوفمبر 1888 في الولايات المتحدة، وتوفي في 15 نوفمبر 1974 بنيويورك في الولايات المتحدة.

## أعمال

### أفلام
- (1914) زوجتي الرسمية

## وصلات خارجية
- جيمس دبليو موريسون على موقع IMDb (الإنجليزية)
- جيمس دبليو موريسون على موقع أول موفي (الإنجليزية)
- جيمس دبليو موريسون على موقع قاعدة بيانات الأفلام السويدية (السويدية)
- جيمس دبليو موريسون على موقع قاعدة بيانات الفيلم (الإنجليزية)
- جيمس دبليو موريسون على موقع كينوبويسك (الروسية)